# بطولة كاريوكا 1980
بطولة كاريوكا 1980 هو موسم من بطولة كاريوكا. فاز فيه نادي فلومينينسي.